# Capo Nome

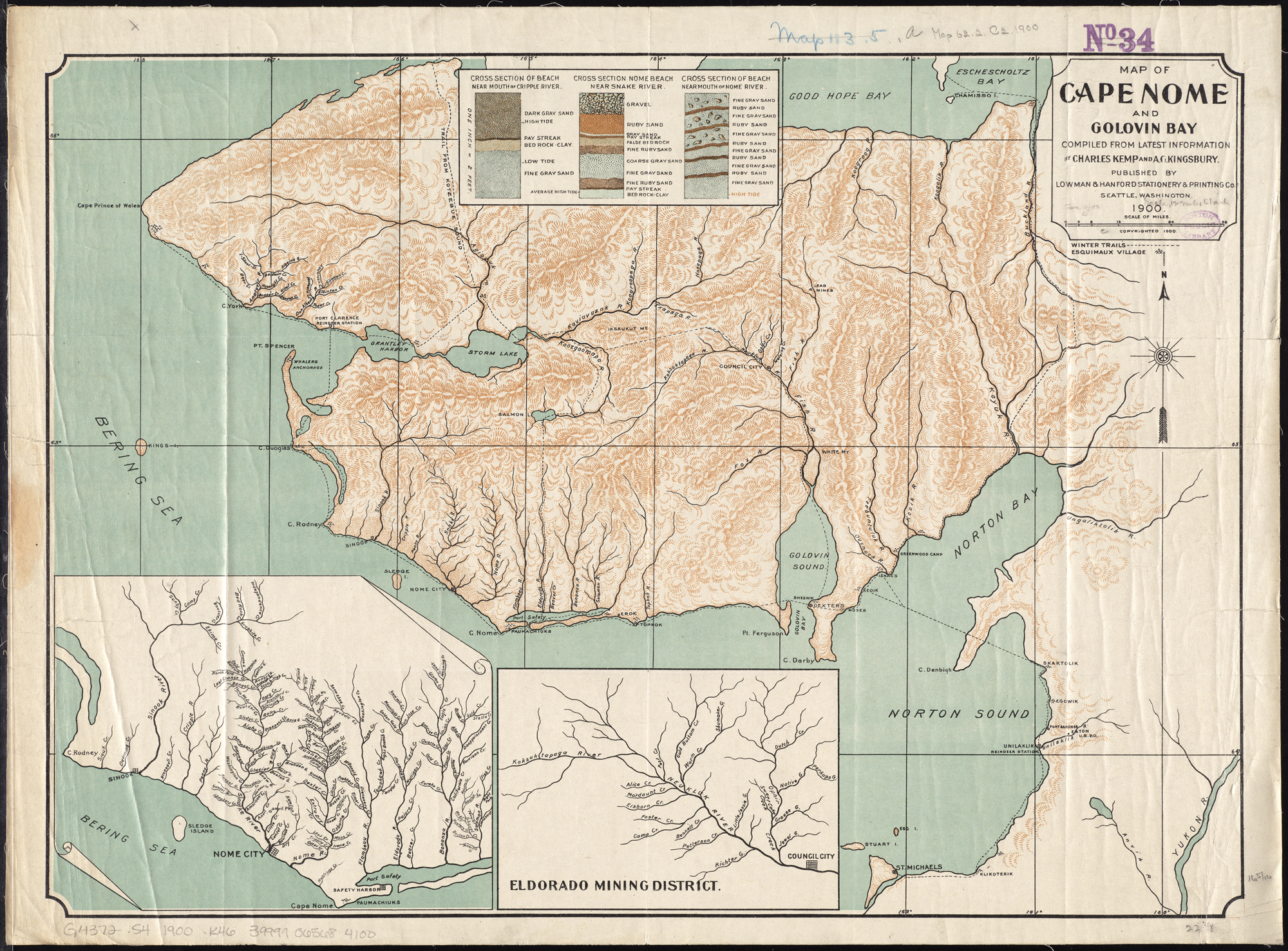
Mappa del 1900 che riporta Cape Nome e la baia di Golovnin

Capo Nome (in lingua inglese Cape Nome) è un promontorio della Penisola di Seward in Alaska che si affaccia sul Mare di Bering. Si trova a 20 km a sud-est di Nome lungo la costa meridionale della Penisola di Seward. Il promontorio è alto circa 197 metri (647 piedi) e segna il passaggio dal mare di Bering alla baia di Norton Sound, è delimitato a ovest dall'Hastings Creek e ad est dalla laguna di Safety Sound. La laguna è contenuta dal lato del mare da una sottile barriera di dune di sabbia lunga circa 25 km. Tre piccoli fiumi sfociano nella laguna: il Flambeau River, l'Eldorado River e il Bonanza River.
Capo Nome è raggiungibile via terra con una strada sterrata, aperta solo in estate, che collega Nome con il centro minerario di Council (ora abbandonato) posto nell'entroterra lungo il fiume Niukluk a circa 30 km a nord-ovest di White Mountain.

## Etimologia
Il capo venne inizialmente chiamato "Tol'stoj" dal geografo russo Teben'kov che esplorò la zona nel 1833. Nel 1852 compare con il nome "Sredul" su una mappa idrografica russa, con il nome Tol'stoj come sinonimo. Il nome attuale "Nome" appare per la prima volta nel 1849 in una mappa dell'Ammiragliato britannico redatta dopo le esplorazioni di Sir John Franklin nell'Oceano Artico. Su questo ci sono almeno due interpretazioni. La prima la diede nel 1901 l'ammiraglio William Wharton, responsabile dell'ufficio idrografico britannico, che attribuì la paternità del nome al capitano Henry Kellett che l'aveva così indicato in una sua carta originale. La seconda interpretazione è del geografo americano George Davidson, secondo il quale il Capo nella carta originale non aveva nome, ma vi era riportata accanto una notazione del tipo "? Name" che il disegnatore aveva male interpretato come "C. Nome".

## Archeologia
I primi scavi archeologici a Capo Nome vennero effettuati nel 1970 dall'archeologo americano John Bockstoce che condusse poi altre campagne di scavi fra il 1972 e il 1976.
Nel corso di tali campagne sono state rinvenute oltre trecento pit house (non tutte scavate) che hanno evidenziato la presenza di diverse culture che hanno occupato il sito per circa 4000 anni. Gli scavi sono stati effettuati in due diverse aree chiamate Old Beach e New Beach. Old Beach si trova fra Capo Nome e la laguna di Safety Sound, New Beach si trova a est di Old Beach lungo la lingua di terra fra la laguna suddetta e il Norton Sound.
La cultura più antica è quella appartenente al Denbigh Flint Complex che risale al 2000 a.C. La cultura successiva è quella di Norton, suddivisa in due fasi: primo Norton (200 a.C. - 1 d.C.) e tardo Norton (1 d.C. - 400 d.C.). Si ebbe poi una breve fase Birnirk nel periodo del V al VII secolo d.C. La fase abitativa successiva a quella Birnirk è detta Cape Nome phase che si estese dal XV al XIX secolo d.C.
Capo Nome fu inoltre sede di insediamenti in tempi più recenti da parte di popolazioni Inupiat a partire dalla fine del XIX secolo.